# Ludwig der Springer

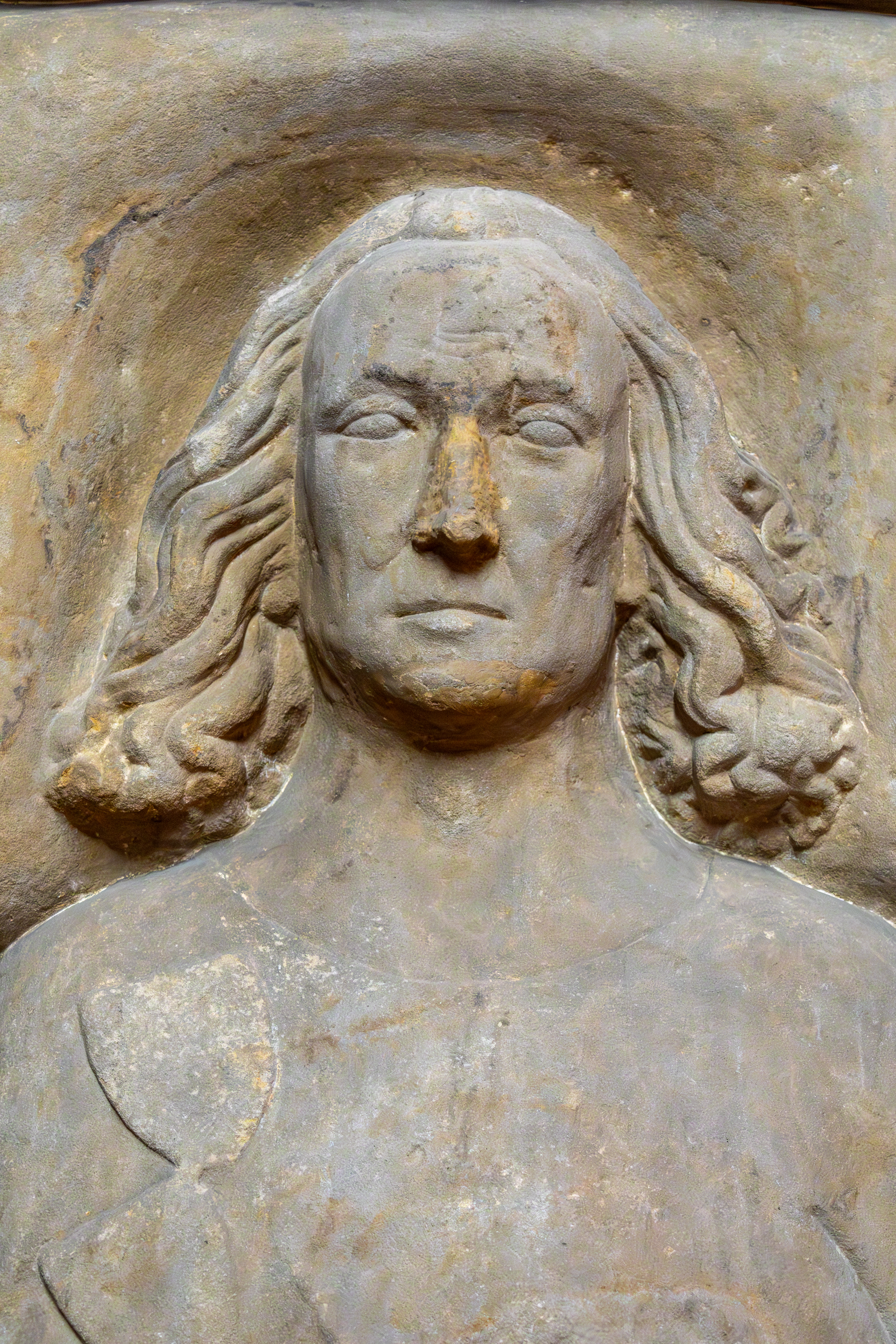
Darstellung Ludwigs auf seiner Grabplatte in der Georgenkirche (Eisenach)

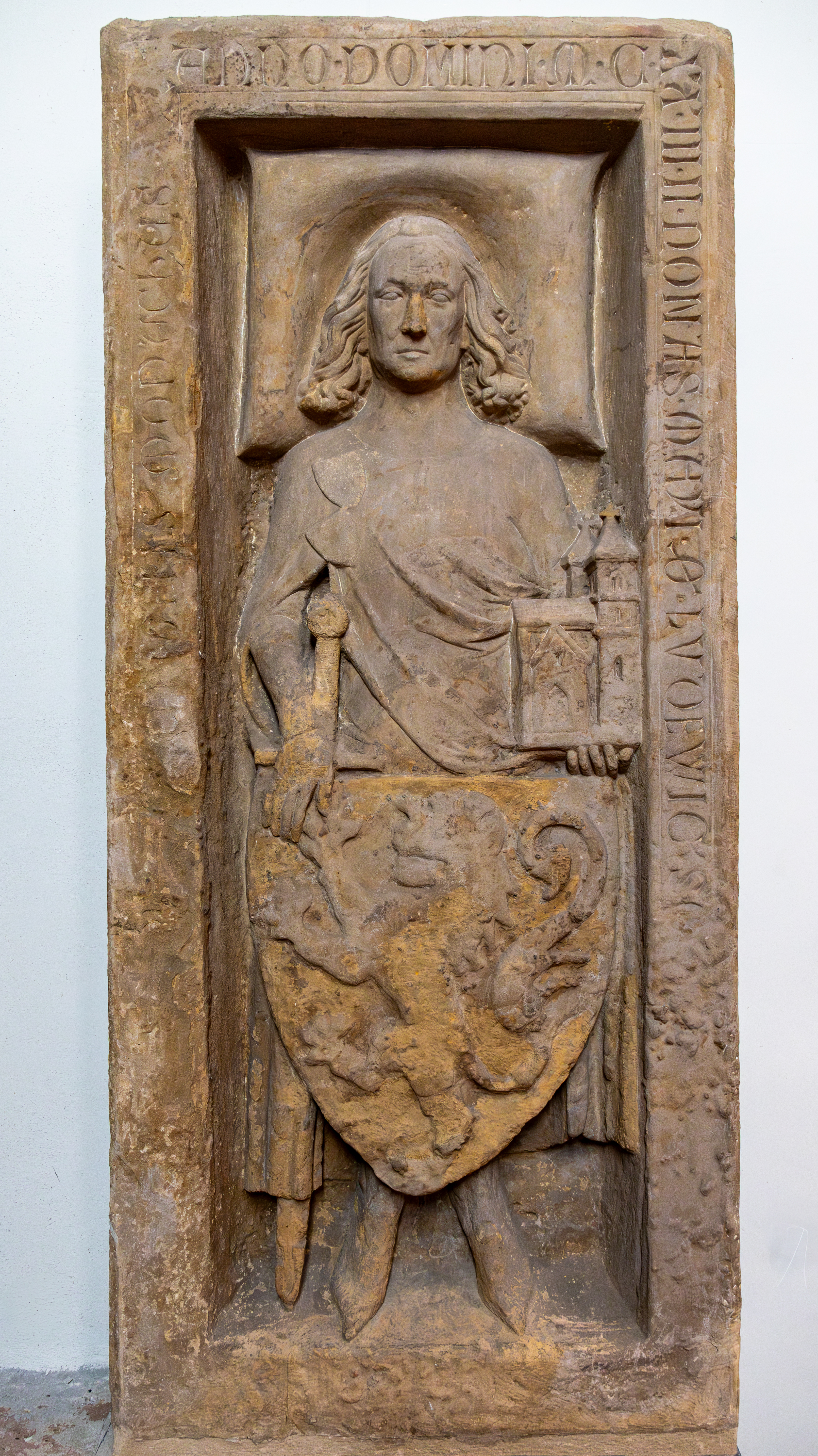
Posthume Grabplatte Ludwigs des Springers als Teil der Landgrafensteine in der Georgenkirche (Eisenach)

Graf Ludwig von Schauenburg, genannt Ludwig der Springer (* 1042; † 6./8. Mai 1123 in Reinhardsbrunn) war Graf in Thüringen. 
Vergleichsweise wenig ist über ihn bekannt, jedoch ist er sagenumwoben. Ludwig gilt als Erbauer der Wartburg, die später ins Zentrum der Landgrafschaft Thüringen rückte. Seine Nachkommen, beginnend mit seinem Sohn Ludwig I., stellten die Landgrafen von Thüringen – von 1130 bis 1247 in männlicher Linie, als die sogenannten Ludowinger, danach die Nachkommen seines Urururenkels Markgraf Heinrich III. von Wettin – bis die Landgrafschaft mit der Leipziger Teilung 1485 endgültig zerschlagen wurde.

## Leben

### Herkunft
Ludwig war als Sohn Ludwigs des Bärtigen und der Cäcilie von Sangerhausen ein Angehöriger des aus Franken stammenden Adelsgeschlechts der Ludowinger. Wohl um 1080 (zwischen 1070 und 1084) stiftete er zusammen mit seinem Bruder Beringer das Kloster Schönrain am Main. In einer Urkunde von 1100 nennen sich beide Brüder nach der (heute verfallenen) Schauenburg bei Friedrichroda, die Ludwig der Bärtige erbaut haben soll.

### Legenden um Ludwig
Ludwig soll vom Erzbischof von Mainz Bardo in der Pfarrkirche von Altenbergen getauft worden sein. 
Seinen Beinamen erhielt Ludwig der Sage nach durch einen kühnen Sprung in die Saale. Er soll versucht haben, die Pfalzgrafschaft Sachsen (das Saale-Unstrut-Gebiet westlich der Saale und nördlich der Unstrut; Stammsitz war die Burg Goseck bei Weißenfels) zu erlangen, und erstach daher den Pfalzgrafen Friedrich III. Daraufhin wurde er auf der Burg Giebichenstein bei Halle eingekerkert. Im dritten Jahr seiner Gefangenschaft drohte die Hinrichtung, daraufhin nutzte er einen Aufenthalt auf dem Burgturm zu seinem Sprung in die darunter fließende Saale. Dort erwartete ihn bereits ein Diener mit einem Boot und seinem schneeweißen Lieblingspferd „Schwan“. Als Sühne für seine Mordtat ließ er in Sangerhausen die Kirche St. Ulrici erbauen. Später gründete er das Kloster Reinhardsbrunn, das sich zum Familienkloster der Ludowinger entwickelte.
Tatsächlich handelt es sich bei der Sage um die Herkunft des Namens „Springer“ um eine Fehlinterpretation des lateinischen Namens Salicus. Dieser bedeutet hier, dass Ludwig ein Salier ist und wurde in früherer Zeit fälschlicherweise mit Springer übersetzt. Ludwig war möglicherweise nie auf dem Giebichenstein festgesetzt.
Eine Sage rankt sich auch um die Gründung der Wartburg. Im Jahre 1067 soll Ludwig auf einer Jagd ihren späteren Standort entdeckt und ausgerufen haben: „Wart’, Berg, du sollst mir eine Burg tragen!“ Da der Burgberg nicht zu seinem Territorium gehörte, ließ er von dort Erde auf den Berg schaffen, auf der dann die Wartburg erbaut wurde. Um vor dem Kaiser seine Rechte auf die Wartburg zu bekräftigen, musste er mit zwölf seiner getreuesten Ritter „Schwurschwerter“ in die Erde stecken und bei seiner Ehre schwören, dass dies sein rechtmäßiger Grund und Boden sei.

### Verhältnis zu Heinrich IV. und Heinrich V.
Ludwig der Springer zählte spätestens 1096 zu den Gegnern Heinrichs IV. Ab 1112 wurde er auch zum Gegner Heinrich V., den er zunächst unterstütze und im Frühjahr 1105 mit anderen nach Sachsen und Thüringen einlud, zur Investitur neuer Äbte und Bischöfe.
Auf der ausgeprägt kaiserfeindlichen Haltung, der herausragenden politischen Stellung und weiteren Lebensdaten des Ludowingers basiert die vom Heimatforscher Wolfgang Hartmann vertretene Ansicht, dass sich unter den berühmten Stifterfiguren im Naumburger Dom auch die Ludwigs des Springers und seiner Gattin Adelheids von Stade befinden.

### Ehe und Nachkommen
Kinder von Ludwig und Adelheid von Stade sind (wahrscheinlich):
- Hermann († 1114 in kaiserlicher Gefangenschaft)
- Ludwig I. († 1140)
- Heinrich Raspe I. († 1130)
- Udo I. von Thüringen, Bischof von Naumburg († 1148)
- Kunigunde († 1118), verh. mit Graf Wichmann († nach 1123); Stifter vom Augustinerchorherrenstift Kaltenborn bei Emseloh, Landkreis Mansfeld-Südharz
- Cäcilia († 1141), verh. mit Graf Gerlach I. von Veldenz
- Adelheid
- Konrad († um 1100)